# Étienne Lancereaux
Étienne Lancereaux (* 27. November 1829 in Brécy-Brières, Département Ardennes; † 26. Oktober 1910 in Paris) war ein französischer Arzt und Diabetologe. Er wirkte an verschiedenen Krankenhäusern in Paris und leistete wichtige Beiträge zum Verständnis des Diabetes mellitus, so beispielsweise zur Auffassung, dass der Diabetes eine Erkrankung der Bauchspeicheldrüse sei, sowie zur Unterscheidung verschiedener Diabetes-Formen. In seinem späteren Leben war er Präsident der Académie nationale de Médecine.

## Leben

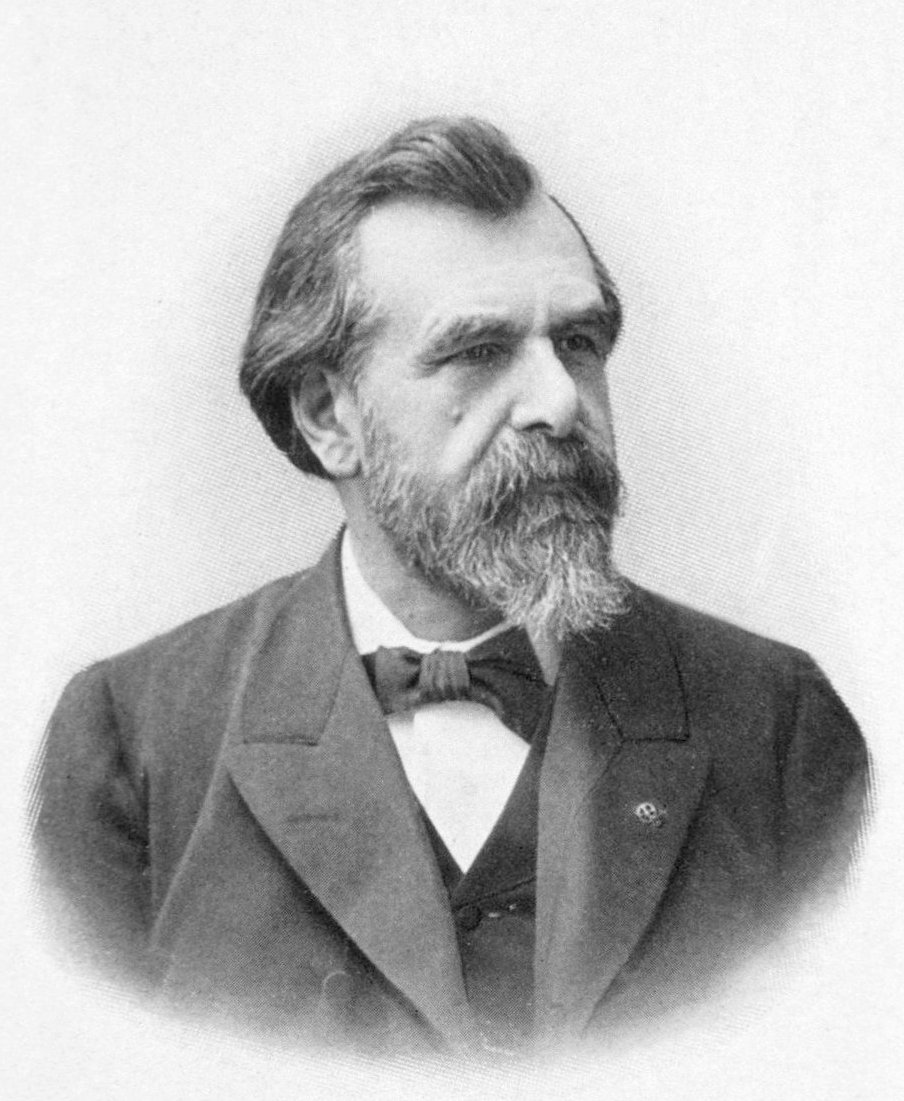
Étienne Lancereaux

Étienne Lancereaux wurde 1829 im Département Ardennes geboren und absolvierte in Reims und Paris ein Studium der Medizin, das er 1862 abschloss. Ab 1869 war er an verschiedenen Krankenhäusern in Paris als Médecin des hôpitaux tätig, eine zur damaligen Zeit in Paris übliche und über Assistenzärzten stehende Position. Im Jahr 1872 wurde er Agrégé (Dozent), er erlangte jedoch zeit seines Lebens keinen akademischen Lehrstuhl. In seinen Ansichten und Interessen wurde er durch den französischen Physiologen Claude Bernard beeinflusst. Im Gegensatz zu Bernard vertrat er jedoch aufgrund eigener pathologisch-klinischer Untersuchungen die Meinung, dass die Ursache des Diabetes mellitus in der Bauchspeicheldrüse zu finden sei, und prägte dementsprechend in einer 1877 erschienenen Veröffentlichung den Ausdruck „pankreatischer Diabetes“. Bernard erklärte sich auf Anfrage von Lancereaux bereit, diese These experimentell durch die Entfernung der Bauchspeicheldrüse von Hunden zu überprüfen, starb jedoch vor der Durchführung entsprechender Versuche. Die Bestätigung von Lancereaux' Ansichten erfolgte später durch Oskar Minkowski und Josef von Mering.
Auf Étienne Lancereaux geht darüber hinaus die noch heute gültige Unterscheidung zwischen den beiden Hauptformen des Diabetes mellitus zurück. Die gegenwärtig als Typ-1-Diabetes beziehungsweise als Typ-2-Diabetes bezeichneten Ausprägungen der Erkrankung nannte er in einer 1880 unter dem Titel „Le diabete maigre: ses symptomes, son evolution, son prognostie et son traitement“ veröffentlichten Schrift entsprechend ihrer klinischen Symptomatik Diabete maigre („magerer Diabetes“) und Diabete gras („fetter Diabetes“). Er gilt damit als wichtige Persönlichkeit in der historischen Entwicklung der Diabetesforschung. Die monatlich erscheinende Fachzeitschrift Diabetologia, das wichtigste europäische Wissenschaftsjournal in diesem Bereich, würdigte ihn entsprechend im Jahr 2005 im Rahmen einer Serie von zwölf Wissenschaftlern und Ärzten, die auf der Titelseite der Zeitschrift abgebildet wurden. Für einen Diabetes mellitus mit ausgeprägter Abmagerung (Kachexie) des Patienten ist zum Teil die Bezeichnung Lancereaux' Diabetes in Gebrauch.
Die Forschungsinteressen von Étienne Lancereaux umfassten neben dem Diabetes auch den Alkoholismus und die Syphilis, darüber hinaus beschrieb er unter anderem ansteckende Formen von Gelbsucht sowie die Übertragung von Typhus durch Wasser. Ab 1905 wirkte er als Präsident der Académie nationale de Médecine, in die er 1877 aufgenommen worden war. Er starb 1910 im Alter von 81 Jahren in Paris an einer Infektion, die er sich durch eine Knieverletzung zugezogen hatte.

## Werke (Auswahl)
- Traité historique et pratique de la syphilis. Paris 1866.
- mit Pierre Lackerbauer: Atlas d’anatomie pathologique. 2 Bände. Paris 1871.
- Traité de l’herpétisme. Paris 1883.
- Traité des maladies du foie et du pancréas. Paris 1899.
- Alcoolisme. Paris 1907.
- Traité de la goutte. Paris 1910.